# Варгас, Хан Карлос
Хан Ка́рлос Ва́ргас Ка́мпо (исп. Jean Carlos Vargas Campo; род. 13 марта 1995, Панама) — панамский футболист, защитник клуба «Тауро» и сборной Панамы.

## Клубная карьера
20 января 2013 года Варгас дебютировал во взрослом футболе в матче против «Атлетико Чирики» (2:1). В следующем сезоне Варгас завоевал место в стартовом составе. 13 октября 2013 года забил первый гол в карьере в матче против «Арабе Унидо» (2:0). В 2014 году провёл 2 матча в групповом этапе Лиге чемпионов КОНКАКАФ против «Ди Си Юнайтед». В составе клуба Варгас в 2013 году выиграл Апертуру, а в 2017 году — Клаусуру чемпионата Панамы. В августе 2020 года Варгас был взят в аренду с правом выкупа клубом испанской Сегунды B «Баракальдо».

## Карьера в сборной
27 апреля 2016 года дебютировал за сборную Панамы в товарищеском матче против Мартиники (2:0). В 2017 году Варгас принял участие в двух матчах Центральноамериканского кубка: против Белиза (0:0) и Коста-Рики (1:0). В том же году Хан Карлос был вызван в сборную на Золотой кубок КОНКАКАФ. На этом турнире сборная Панамы дошла до четвертьфинала, а сам футболист сыграл в первом матче группового этапа против США (1:1).

## Достижения
- Чемпион Панамы: апертура 2013, клаусура 2017